# Lac Veisjärv
Le lac Veisjärv (en estonien : Veisjärv) ou lac Valgejärv (en estonien : Valgejärv)  est un lac du comté de Viljandi en Estonie,.

## Géographie
Le lac Veisjärv est un lac naturel protégé situé dans la partie sud-est des collines de Sakala (et), dans le village de Veisjärve dans la commune de Viljandi.
La superficie du lac est de 480,7 hectares, sa profondeur maximale est de 4 mètres, sa profondeur moyenne est de 1,3 mètres et son altitude est de 96,5 mètres.
Au fond du lac se trouve une couche de boue ayant jusqu'à 4,5 mètres d'épaisseur.
La rivière Õhne, longue de 94 kilomètres, prend sa source du côté sud-ouest du lac.
Pour maintenir le niveau d'eau du lac Veisjärv, un barrage en bois a été construit.
À 3 kilomètres à l'ouest au sud du lac se trouve le mont Härjassaare (et) qui est le plus haut sommet des collines de Sakala.

## Conservation de la nature
Les quatre premiers kilomètres de la rivière Õhne coulent dans la réserve naturelle de Rubina (et).
Le lac Veisjärv fait partie de la réserve naturelle.